# Aedesius
Aedesius, född någon gång mellan 280 och 290, levde fortfarande år 355. Han var från Tyrus i Grekland. Enligt bysantinska författare kom kristendomen till Etiopien när Frumentius och Aedesius kom dit omkring 330.